# Severna krona (ozvezdje)
Severna krona (latinsko Corona Borealis) je ozvezdje severne nebesne poloble in eno od 88 sodobnih ozvezdij, ki jih je priznala Mednarodna astronomska zveza. Bilo je tudi eno od Ptolemajevih 48 ozvezdij. Ptolemaj ga je imenoval Krona (Corona). Njene glavne zvezde tvorijo polkrožni lok.

## Znana nebesna telesa v ozvezdju

### Zvezde
- Gema (α CrB) [Alfeka, Biser], spektralni razred A0 V, navidezni sij 2,22n, oddaljenost od Sonca 75 sv. l.
- Nusakan (β CrB) [Nuskan, Nushan], spektralni razred F0 p, 3,66m, oddaljenost 114 sv. l.
- κ CrB, spektralni razred K1 IVa (K0 III-IV), 4,79m, oddaljenost 101 sv. l., planet b, odkrit leta 2007.
- η CrB, dvozvezdje, spektralni razred G2 V, 3,64m, oddaljenost 61 sv. l.
- σ CrB, dvozvezdje, spektralni razred F8 V, 5,23m, oddaljenost 71 sv. l.
- ρ CrB, spektralni razred G2 V, 5,39m, oddaljenost 57 sv. l., planet b, odkrit leta 1997.
- R CrB.
- S CrB.
- XO-1, rumena pritlikavka (zvezda GV), spektralni razred G, 11,3m, oddaljenost 600 sv. l., planet b, okdrit leta 2006.